# 国際数学者会議
国際数学者会議（こくさいすうがくしゃかいぎ、英: International Congress of Mathematicians.、ICM）は、数学界最大の会合であり、4年に一度、国際数学連合の主催により行われる。万国数学者会議とも。

## 歴史
第1回会議は1897年にスイスのチューリッヒで行われた。1900年の会議では、ヒルベルトが興味のある問題として23の未解決問題を発表したことが20世紀の数学界に影響を与えた。今日では、それらの問題はヒルベルトの23の問題と呼ばれる。
開会式では、フィールズ賞、IMUアバカス・メダル（2022年にネヴァンリンナ賞から改称）、ガウス賞、チャーン賞が授与される。会議ごとに、招待講演に基づく学術的な論文を含む議事録（プロシーディングス）が刊行される。
1966年のモスクワ会議で次回の開催地に日本を提議したがニースに決定、1990年京都開催を待つこととなる。1998年の会議には3,346人が参加した。会議中には、会議の主催者により選ばれた著名な数学者による1時間の全体講演21件と、45分間の招待講演169件が行われた。さらに、参加者による各15分間の発表が行われた。アメリカ数学会は、2006年の会議の参加者は4,500人を超えたと発表した。

## 会議一覧
| 開催年                     | 都市             | 国             |
| -------------------------- | ---------------- | -------------- |
| 1897年                     | チューリッヒ     | スイス         |
| 1900年                     | パリ             | フランス       |
| 1904年                     | ハイデルベルク   | ドイツ帝国     |
| 1908年                     | ローマ           | イタリア       |
| 1912年                     | ケンブリッジ     | イギリス       |
| 1920年                     | ストラスブール   | フランス       |
| 1924年                     | トロント         | カナダ         |
| 1928年                     | ボローニャ       | イタリア       |
| 1932年                     | チューリッヒ     | スイス         |
| 1936年                     | オスロ           | ノルウェー     |
| 1950年                     | ケンブリッジ     | アメリカ合衆国 |
| 1954年                     | アムステルダム   | オランダ       |
| 1958年                     | エディンバラ     | イギリス       |
| 1962年                     | ストックホルム   | スウェーデン   |
| 1966年                     | モスクワ         | ソビエト連邦   |
| 1970年                     | ニース           | フランス       |
| 1974年                     | バンクーバー     | カナダ         |
| 1978年                     | ヘルシンキ       | フィンランド   |
| 1982年（実際は1983年開催） | ワルシャワ       | ポーランド     |
| 1986年                     | バークレー       | アメリカ合衆国 |
| 1990年                     | 京都             | 日本           |
| 1994年                     | チューリッヒ     | スイス         |
| 1998年                     | ベルリン         | ドイツ         |
| 2002年                     | 北京             | 中国           |
| 2006年                     | マドリード       | スペイン       |
| 2010年                     | ハイデラバード   | インド         |
| 2014年                     | ソウル           | 韓国           |
| 2018年                     | リオデジャネイロ | ブラジル       |
| 2022年                     | オンライン       | オンライン     |
| 2026年                     | フィラデルフィア | アメリカ合衆国 |

## これまでの基調講演者、招待講演者

### 日本人または日本の研究所に在籍している数学者の全体講演者・招待講演者
1897年に国際数学者会議が始まって以来、日本人の全体講演者は、伊原康隆、角谷静夫、柏原正樹、加藤和也、加藤敏夫、佐藤幹夫、中島啓、三輪哲二、望月拓郎、森重文、吉田耕作の11人である。全体講演者ではないが、志村五郎は招待講演者として4度、荒木不二洋、岩澤健吉、倉西正武、広中平祐は招待講演者としてそれぞれ2度招聘されている。一方、アメリカの大学の研究者で2014年の国際数学者会議に招聘された全体講演者は10人である。プリンストン大学の2014年現在の数学科教授28人中26人（約93%）、東京大学大学院数理科学研究科理学部数学科の同年の教授28人中9人（約35%）が国際数学者会議の全体講演者または招待講演者であり、国際数学者会議の全体講演または招待講演は一流数学者の証と言え、全体講演者としての招待は「数学の殿堂入り」にも匹敵すると表現される。
親子で招聘された講演者としては、1962年のストックホルムでの招待講演者の井草準一、その息子で1990年の京都での招待講演者の井草清（ブランダイス大学教授）がいる。
- 2022年（ヴァーチャル）[9]
  - 全体講演（0人）-
  - 招待講演（8人）-  入谷寛、市野篤史、加藤周、中西賢次、舟木直久、緒方芳子、ブノワ・コリンズ、横山啓太
- 2018年（リオデジャネイロ）[10]
  - 全体講演（0人）-
  - 招待講演（6人）- 伊山修、藤原耕二、荒川知幸、河東泰之、儀我美一、立川裕二
- 2014年（ソウル）
  - 全体講演（1人）[5] - 望月拓郎[11]
  - 招待講演（5人）[12] - 熊谷隆、辻井正人、平地健吾、小木曽啓示、戸田幸伸
- 2010年（ハイデラバード）
  - 全体講演（0人）[13]
  - 招待講演（5人）[14] - 斎藤毅、斎藤秀司、山口孝男、泉正己、岩田覚
- 2006年（マドリード）
  - 全体講演（1人）[15] -加藤和也[17]
  - 招待講演（6人）[18] - 藤原一宏[20]、寺杣友秀[22]、満渕俊樹、小野薫[24]、小沢登高[26]、石井仁司
- 2002年（北京）
  - 全体講演（1人）[27] - 中島啓
  - 招待講演（6人）[28][29] - 加藤和也、古田幹雄、向井茂、小林俊行、野海正俊、堀健太朗
- 1998年（ベルリン）
  - 全体講演（0人）[30][29] - 三輪哲二
  - 招待講演（6人）[30] - 望月新一、辻雄、大槻知忠、脇本実、林修平、岡本久
- 1994年（チューリッヒ）
  - 全体講演（0人）[29][31]
  - 招待講演（4人）[32] - 宍倉光広、俣野博、 宮岡洋一、田中洋
- 1990年（京都）
  - 受賞者 - 森重文
  - 全体講演（2人）[29][31] - 森重文、伊原康隆
  - 招待講演（22人）[29][31] - 深谷賢治、井草清、井川満、神保道夫、柏原正樹、加藤和也、川又雄二郎、小谷眞一、楠岡成雄、 松木敏彦、三村昌泰、森正武、森田茂之、村井隆文、大沢健夫、斎藤盛彦、齋藤恭司、塩田徹治、砂田利一、高崎金久、土屋昭博、村上温夫
- 1986年（バークレー）
  - 全体講演（0人）[29][31]
  - 招待講演（3人）[29][31] - 肥田晴三、国田寛、三輪哲二、ピーター・フランクル
- 1983年（ワルシャワ）
  - 全体講演（1人）[29][31] - 佐藤幹夫
  - 招待講演（4人）[29][31] - 飯高茂、大島利雄、西田孝明、森重文、渡辺信三
- 1978年（ヘルシンキ）
  - 全体講演（1人）[31] - 柏原正樹
  - 招待講演（7人）[33] - 志村五郎、塩浜勝博、上野健爾、新谷卓郎、境正一郎、福島正俊、荒木不二洋
- 1974年（バンクーバー）[注釈 3]
  - 招待講演（1人）[29] - 井上政久[35]
- 1970年（ニース）[注釈 4]
  - 受賞者 - 広中平祐[34]
  - 全体講演（1人）[31] - 加藤敏夫
  - 招待講演（14人） 荒木不二洋、伊原康隆[29]、岩澤健吉、久保田富雄、倉西正武、黒田成俊、小林昭七、佐藤幹夫[29]、志村五郎[29]、鈴木通夫、竹崎正道、永見啓応、渡辺毅、広中平祐
- 1966年（モスクワ）
  - 招待講演（2人）[29][29] - 小野孝、志村五郎
- 1962年（ストックホルム）
  - 招待講演（5人）[29][36] - 井草準一、伊藤清、倉西正武、鈴木通夫、広中平祐
- 1958年（エディンバラ）
  - 招待講演（3人）[29][36] - 志村五郎、永田雅宜、松阪輝久[37]
- 1954年（アムステルダム）[注釈 5]
  - 受賞者 - 小平邦彦
  - 全体講演（1人）[31] - 吉田耕作
  - 招待講演（2人）[31][36] - 小平邦彦、矢野健太郎
- 1950年（ケンブリッジ）[注釈 6]
  - 全体講演（1人）[31] - 角谷静夫
  - 招待講演（2人） - 岩澤健吉[29]、中山正 (ママ) [36]

### 第二次世界大戦以前
- 1936年（オスロ）
  - 招待講演（1人）[29][38] - 藤原松三郎
  - 出席者（4人以上） - 国枝元治、辻正次、下村市郎、田中正夫ら

- 1932年（チューリッヒ）
  - 招待講演（1人） - 三村征雄
  - 出席者（4人以上） -  高木貞治、 南雲道夫、彌永昌吉、守屋美賀雄ら

- 1928年（ボローニャ）
  - 招待講演（2人） - 掛谷宗一、河口商次
  - 出席者（9人）[39] -　末綱恕一、岡田良知、吉田洋一、杉村欣次郎ら

- 1924年（トロント）
  - 出席者（0人） [39]- (日本からは０人）

- 1920年（ストラスブール）
  - 招待講演（2人）[38] - 高木貞治、 小倉金之助

- 1912年（ケンブリッジ）
  - 出席者（3人）[39] - 藤沢利喜太郎、窪田忠彦、内藤丈吉

- 1908年（ローマ）
  - 出席者（1人）[39] - 藤原松三郎

- 1904年（ハイデルベルク）
  - 出席者（2人）[39] - 三輪桓一郎、中川銓吉

- 1900年（パリ）
  - 招待講演（1人） [39]- 藤沢利喜太郎

- 1897年（チューリッヒ）
  - 出席者（0人） [39]- (第１回は日本不参加）